# Bill Belichick
Bill Belichick (født 16. april 1952 i Nashville, Tennessee) er en træner i amerikansk fodbold for New England Patriots i NFL. I 1991 blev Bill Belichick ansat som cheftræner for Cleveland Browns, hvilket var hans første job som cheftræner efter 17 år som assisterende træner. Sit nuværende job fik han i 2000, hvorefter han har ledt the Patriots til sejr i Super Bowl XXXVI, XXXVIII og XXXIX samt et nederlag i Super Bowl XLII.